# Loxocrambus awemensis
Loxocrambus awemensis là một loài bướm đêm trong họ Crambidae.